# Tangambalanga
Tangambalanga – miasto w Australii, w stanie Wiktoria.